# Arboretum Ellerhoop-Thiensen

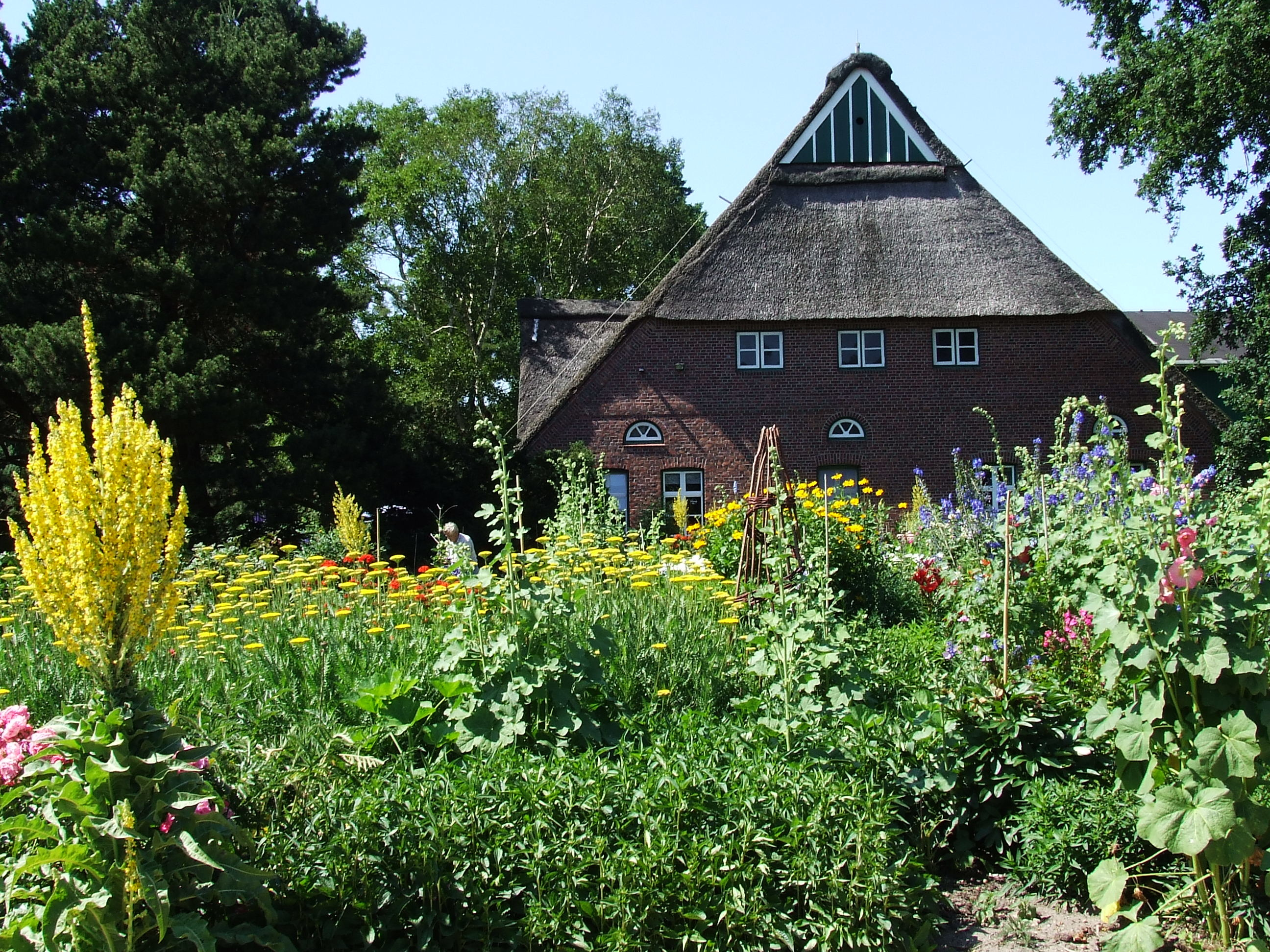
Bauerngarten vor dem historischen Münsterhof

Die Norddeutsche Gartenschau – Arboretum Ellerhoop ist eine permanente Gartenschau im Kreis Pinneberg; sie liegt zwischen Pinneberg und Barmstedt und gehört zur Gemeinde Ellerhoop, Ortsteil Thiensen. Die gärtnerisch gestaltete Parkanlage befindet sich am Rande der Bilsbek-Niederung. Sie ist eingebettet in die typisch holsteinische Knicklandschaft.
Die Gartenschau besteht aus einer rund 17,5 Hektar großen Gesamtanlage, in welcher zirka 8 Hektar der Öffentlichkeit als Naherholungsanlage und für Zwecke der Schul- und Volksbildung zur Verfügung stehen.

## Geschichtlicher Überblick
1943 kaufte die Baumschule Timm & Co. den historischen Münsterhof an. Der letzte Inhaber der Baumschule Timm & Co., Erich Frahm, richtete 1956 in Zusammenarbeit mit dem Dendrologen Gerd Krüssmann ein 3,5 Hektar großes Arboretum ein.
1980 erwarb der Kreis Pinneberg das Arboretum einschließlich einer 10 Hektar großen Erweiterungsfläche. Daraufhin wurde ein Arbeitskreis gegründet, dem unter der Federführung des Kreises Pinneberg der Bund deutscher Baumschulen, der Botanische Garten der Universität Hamburg sowie das Institut für Praxis und Theorie in den Schulen (IPTS) angehörten. Erste Planungen wurden von H. Kasten durchgeführt. Die Erarbeitung der Gesamt-Thematik sowie freiraum- und bepflanzungsplanerische Gestaltungskonzepte für das nunmehr auf 17 Hektar angewachsene Arboretum erfolgte durch Hans-Dieter Warda.
1989 wurde der Förderkreises Arboretum Baumpark Ellerhoop-Thiensen e. V. zur Unterstützung der vielfältigen Aktivitäten des Arboretums gegründet. Ein Vertrag zur Übernahme der Betriebsträgerschaft zwischen dem Förderkreis und dem Kreis Pinneberg wurde 1996 geschlossen. 2009 wurde die Anlage umbenannt in „Norddeutsche Gartenschau – Arboretum Ellerhoop“, da sich der Schwerpunkt in der Gestaltung des Parks in Richtung einer Gartenschau verschoben hat.
Von 1985 bis 2021 leitete Hans-Dieter Warda das Arboretum ehrenamtlich. Für seine Verdienste um das Arboretum wurde er 2001 mit dem Horst-Koehler-Gedächtnispreis und 2003 mit dem Bundesverdienstkreuz am Bande ausgezeichnet. 1. Vorsitzendes des Fördervereins und Leiter des Arboretums ist seit Oktober 2021 Landschaftsarchitekt Herwyn Ehlers.

## Zielsetzung

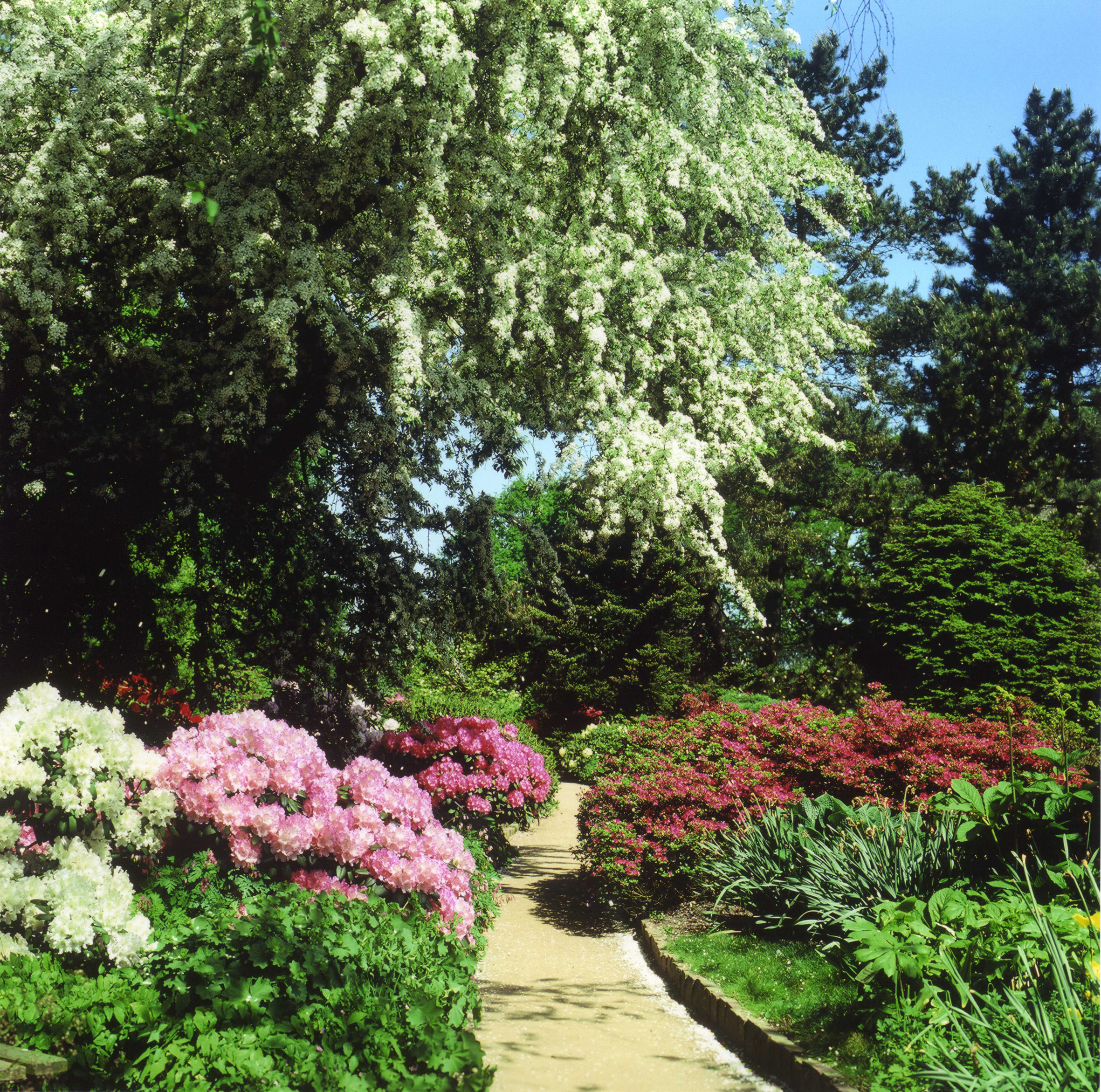
Zierapfel und Rhododendron

Während noch unter der Leitung der Firma Timm & Co. allein die dendrologischen Gesichtspunkte, das heißt das Sammeln und Vergrößern der Gehölzsortimente, im Vordergrund standen, sollte das Arboretum nach dem Kauf durch den Kreis Pinneberg auch noch weiteren Aufgaben dienen. Da für Erwerb und Unterhaltung öffentliche Mittel verwendet wurden und die Nutzung für eine breite Öffentlichkeit und nicht für Fachleute vorgesehen war, beschlossen die politischen Gremien, neben der reinen Gehölzpräsentation die Schwerpunkte auch auf die Bereiche Schule, Volksbildung, Naherholung und Ökologie zu legen.

## Finanzierung
Seit dem Abschluss des Überlassungs- und Nutzungsvertrages zum 1. Januar 1996 erhält der Förderkreis vom Kreis Pinneberg einen festen jährlichen Zuschuss, der etwa ein Zehntel der Gesamtkosten deckt. Da weder berufsständige Vereinigungen noch andere Institutionen weitere Zuschüsse zahlen, müssen die überwiegenden Kosten somit vom Förderkreis erwirtschaftet werden. Im Wesentlichen tragen dazu Mitgliedsbeiträge, Eintrittsgelder und Einzelspenden bei.
Die reine Gehölzpräsentation, die Arten- und Sortenvergleichspflanzen, sind didaktisch und gestalterisch so aufbereitet und mit anderen Aufgaben verbunden, dass nicht nur Fachleute, sondern alle Besuchergruppen davon profitieren. Anderenfalls wäre auch die so wichtige Gemeinnützigkeit des Förderkreises gefährdet. Im Rahmen der in Thiensen zur Verfügung stehenden Möglichkeiten (Personalbesatz, Unterhaltungsmittel) wird eine Verbindung zwischen den botanisch-dendrologischen Aufgaben, der Schulbiologie, der Ökologie und der Ästhetik angestrebt. Nach den langjährig gesammelten Erfahrungen lassen sich diese Aufgaben sehr wohl miteinander kombinieren.

## Schwerpunkte

### Schule, Studium und Forschung
Die Norddeutsche Gartenschau – Arboretum Ellerhoop dient der Intensivierung des praktischen und theoretischen Biologieunterrichts an den allgemein- und berufsbildenden Schulen. Daneben soll es sowohl die akademische und gärtnerische Fachausbildung als auch die botanische Forschung unterstützen und fördern.

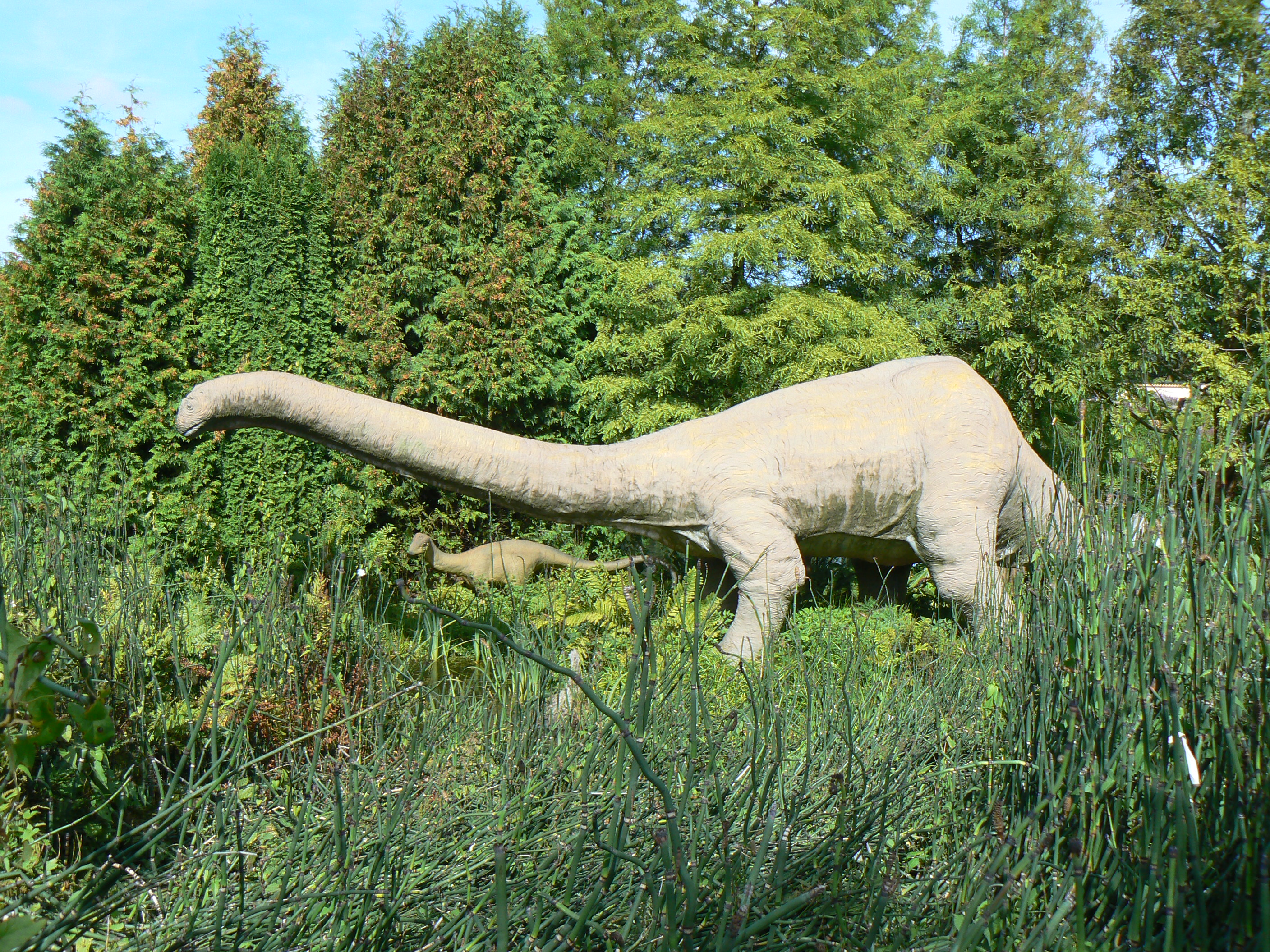
Modell eines Apatosaurus

Die schulbiologischen Abteilungen umfassen:
- die Entwicklungsgeschichte der Bäume mit einem Steinkohlewäldchen aus dem Karbon,
- ein lebensgroßes wissenschaftliches Modell eines pflanzenfressenden Sauriers aus der Trias,
- einem im Wasser stehenden großen Sumpfzypressenwald aus dem Tertiär,
- einen geologischen Erlebnispfad,
- eine Nutzpflanzenabteilung mit alten Getreidesorten,
- weitere kleine schulbiologische Themen, wie beispielsweise fleischfressende Pflanzen.

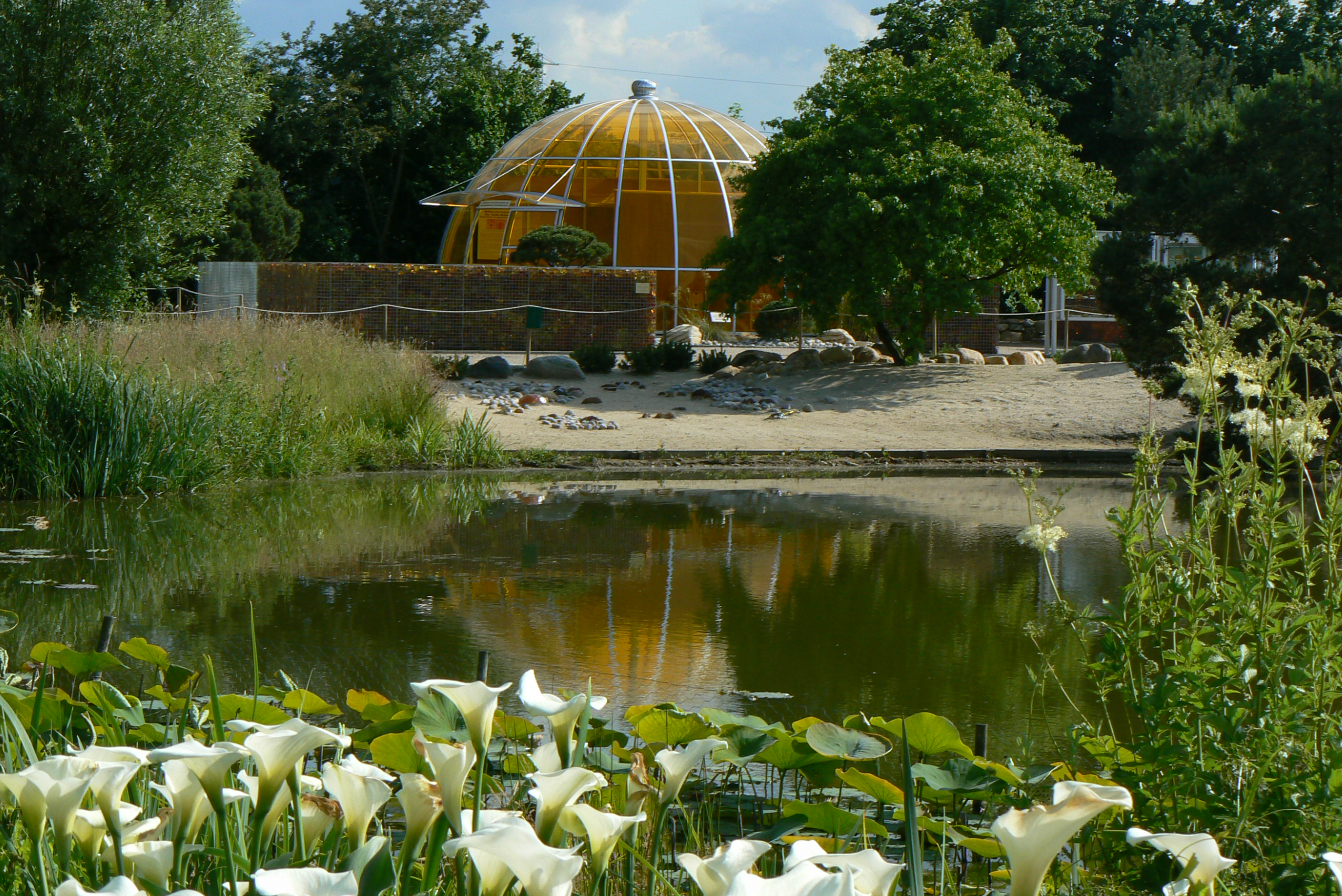
Blick auf den Bernsteingarten mit Bernsteinpavillon

Eine der neueren Attraktionen in der Norddeutschen Gartenschau – Arboretum Ellerhoop ist der im April 2008 eröffnete Bernsteingarten. Dieser Teil der schulbiologischen Abteilung zeigt unter dem Schlagwort „Faszination Bernstein – Das Gold der Bäume“ die Entstehung und Verwendung von Bernstein. Die Besucher erfahren unter anderem etwas über die legendären Bernsteinwälder vor 50 Millionen Jahren und können im Bernsteinpavillon wandhohe Fototafeln des berühmten Bernsteinzimmers in St. Petersburg bewundern.
Daneben betreibt die Norddeutsche Gartenschau – Arboretum Ellerhoop zusammen mit dem Fachbereich Landschaftsarchitektur der Fachhochschule Osnabrück und der Otto-Henneberg-Poppenbüttel-Stiftung, Hamburg, einige Gehölzforschungsprojekte.
So werden an verschiedenen Gehölzen der Wasserwälder wie dem Rot-Ahorn (Acer rubrum), der Kahlen Apfelbeere (Aronia arbutifolia), Cephalanthus occidentalis, der Weißen Scheinzypresse (Chamaecyparis thyoides), der Tintenbeeren-Stechpalme (Ilex glabra), der Sumpf-Magnolie (Magnolia virginiana) sowie der Echten Sumpfzypresse (Taxodium distichum) und der Aufrechten Sumpfzypresse (Taxodium distichum var. imbricarium) Untersuchungen über deren anatomische Anpassung an Umwelt und Standort durchgeführt.

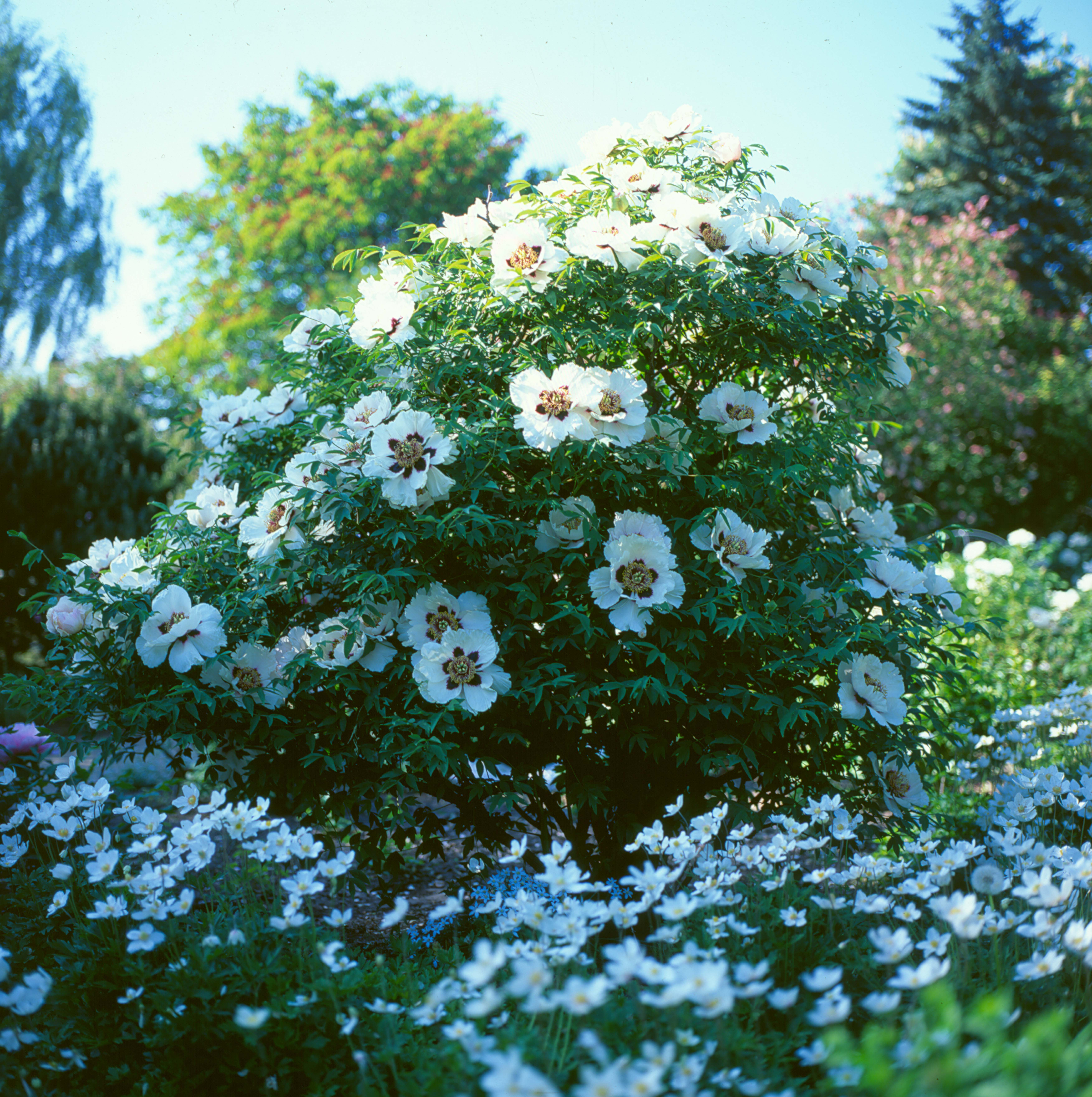
Paeonia rockii

Einen weiteren Forschungsschwerpunkt bildet die Sichtung, Züchtung und Selektion von Strauch-Pfingstrosen. In der Norddeutschen Gartenschau wurde in den letzten fünfzehn Jahren nicht nur das größte Strauch-Päonien-Sortiment Deutschlands mit allen Wildarten und 245 Sorten zusammengetragen, sondern auch mit eigener Selektions- und Züchtungsarbeit begonnen. Dabei stehen die amerikanischen Lutea-Hybriden und die aus China stammende Wildart Paeonia rockii (S.G.Haw et L.A.Lauener) T. Hong et J.J. Li und ihre Hybriden im Mittelpunkt des Interesses. Nach den bisherigen Sichtungsergebnissen stehen etwa 2.500 zum Teil 25-jährige Exemplare der Paeonia rockii in der Gartenschau. Diese wüchsige und über zwei Meter hoch werdende Wildart ist sehr viel wertvoller als die teilweise äußerst gartenuntauglichen Suffruticosa-Hybriden aus China, Japan und Frankreich.

### Umweltbildung
Die Norddeutsche Gartenschau – Arboretum Ellerhoop sieht sich als Einrichtung der kulturellen Begegnung und Bildung. Daneben hat sie sich zur Aufgabe gestellt, ihre Besucher auf die Umweltproblematik und die Gesetze der Ökologie aufmerksam zu machen. Dazu tragen verschiedene Lehrobjekte, wie zum Beispiel ein ökologischer Lehrpfad bei.
Die Abteilung „Heimische Bäume und Sträucher“ präsentiert seltene und vom Aussterben bedrohte Gehölzarten, besonders von potentiell gefährdeten schleswig-holsteinischen Standorten. Darunter befinden sich die Arten Strauch-Birke (Betula humilis), Holz-Apfel (Malus sylvestris) und Wildbirne (Pyrus pyraster).

### Pflanzensammlungen
Die Vielfalt der Gehölze ist ein weiterer Schwerpunkt des Arboretums Ellerhoop, unter anderem wird die Vielfalt der Gattungen Prunus, Äpfel (Malus) und Hortensien (Hydrangea) gezeigt. Nach einer über 50-jährigen Standzeit der gepflanzten Exemplare sind allerdings Bodenermüdungserscheinungen nicht zu übersehen. Daher findet auf diesen Flächen eine langsame Umstellung auf andere Blütengehölze statt.
Einen neuen Sichtungsschwerpunkt stellen die Herbstfärbergehölze dar, die in der Verbindung mit einem Gräser- und Astern-Garten einen Eindruck des Indian Summers vermitteln.
Am Ufer des Sees gibt es große Bestände verschiedener Bambusarten, wobei die Gattungen Phyllostachys, Fargesia, Pseudosasa und Sasa prägend sind. Die charakteristischen Leitpflanzen bilden dabei Alnus glutinosa 'Imperialis', verschiedene Salix-Arten und Miscanthus-Sorten. Die Bambus-Sichtung wird in der Norddeutschen Gartenschau seit etwa 25 Jahren intensiv betrieben. In einem gut eingewachsenen, unverwüstlichen Phyllostachyswäldchen ist ein Bambus-Dschungel-Pfad eingerichtet.
Der in der Nähe des Münsterhofes gelegene Heidegarten zeigt neben einem großen Sortiment an Calluna- und Erica-Vertretern auch die wichtigsten Kraut- und Gehölzpflanzen der Heide.
Um die Parksaison zu verlängern und Besucher schon frühzeitig anzuziehen, wurde im Jahr 1998 ein Kamelienhaus eingerichtet, in dem die Blütezeit oft schon Ende Januar beginnt. Sehenswert sind die Abteilung mit Formgehölzen und der vor dem Gartenpavillon gelegene Rosengarten.

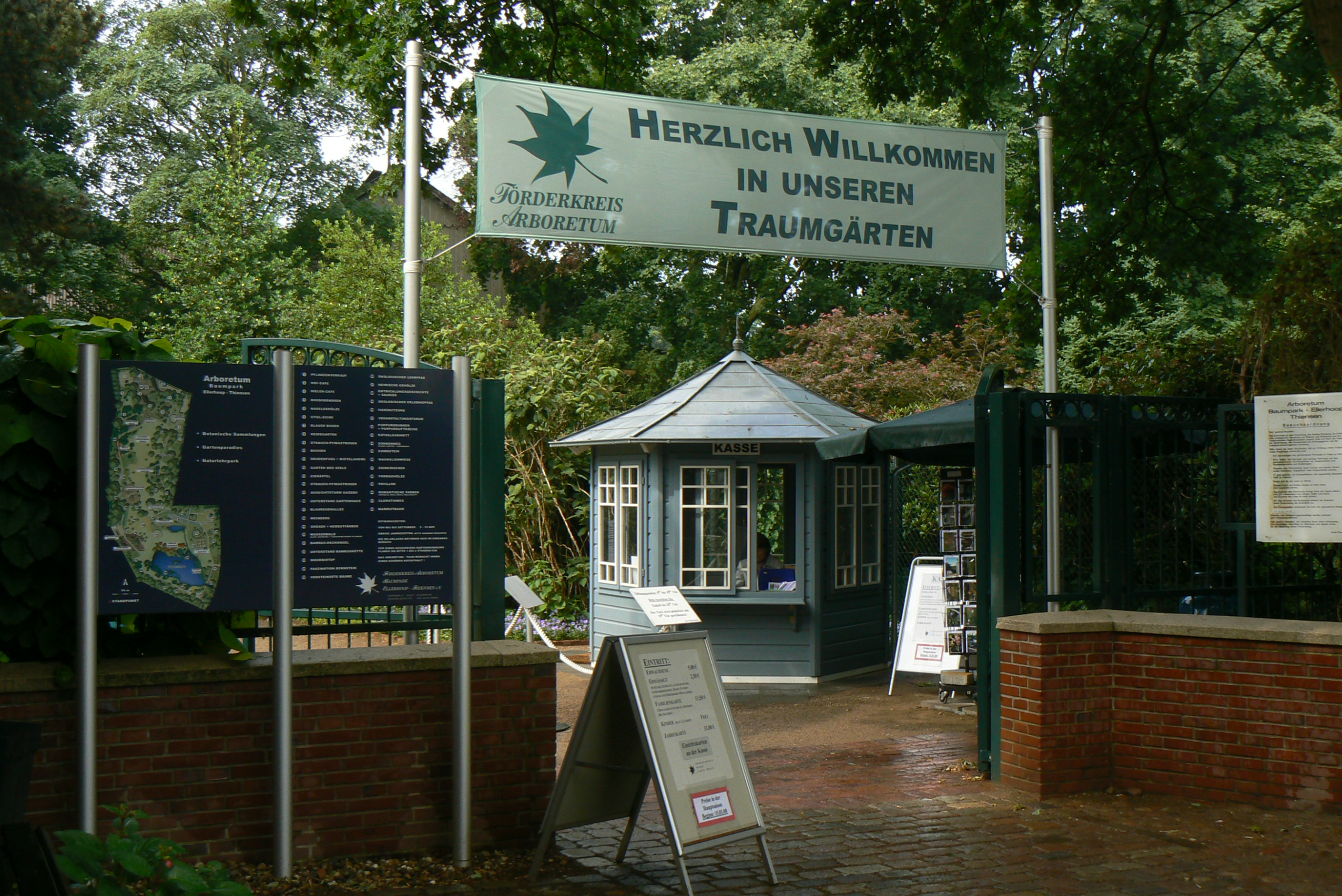
Eingang
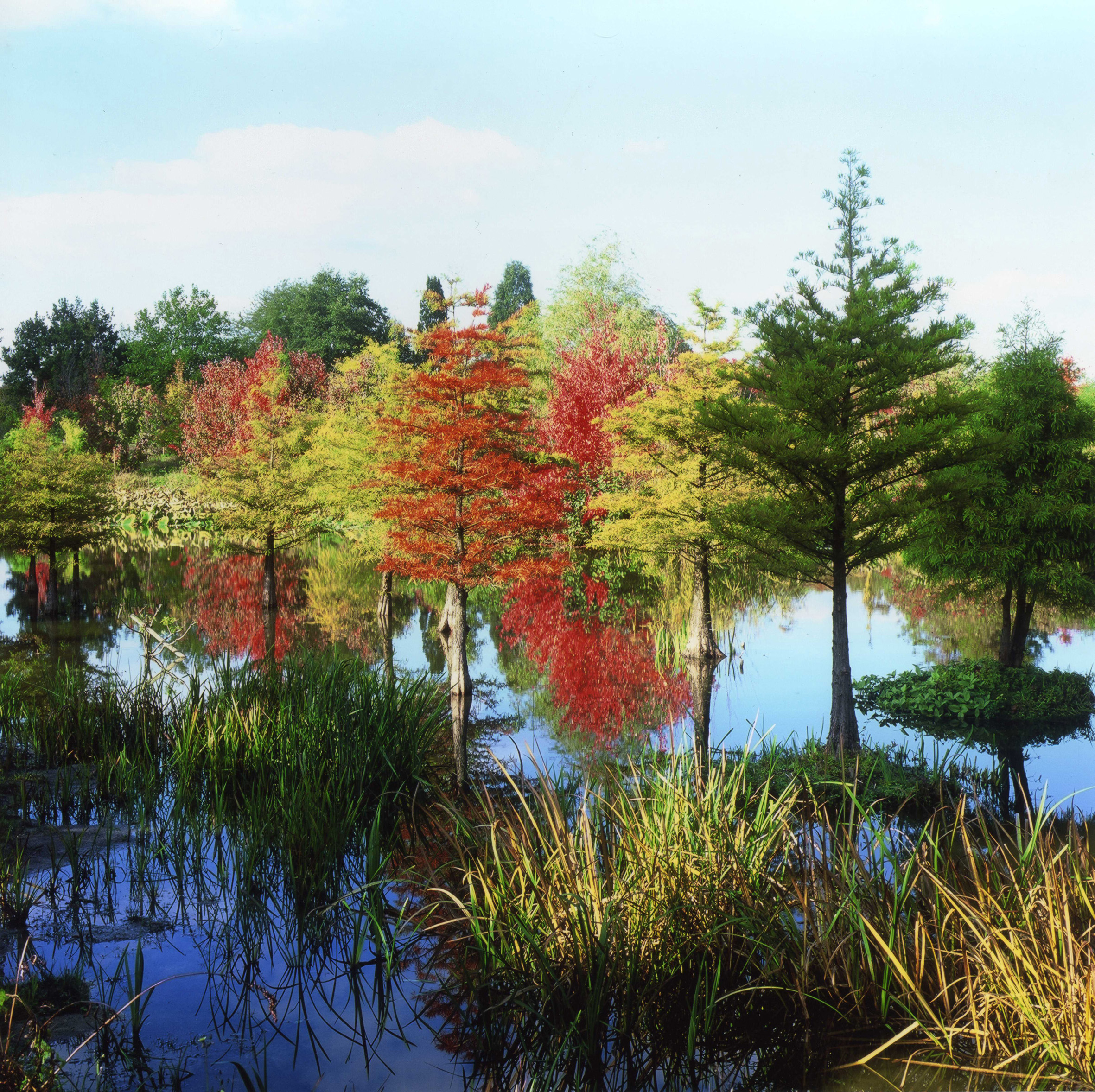
Herbstliche Sumpfzypressen
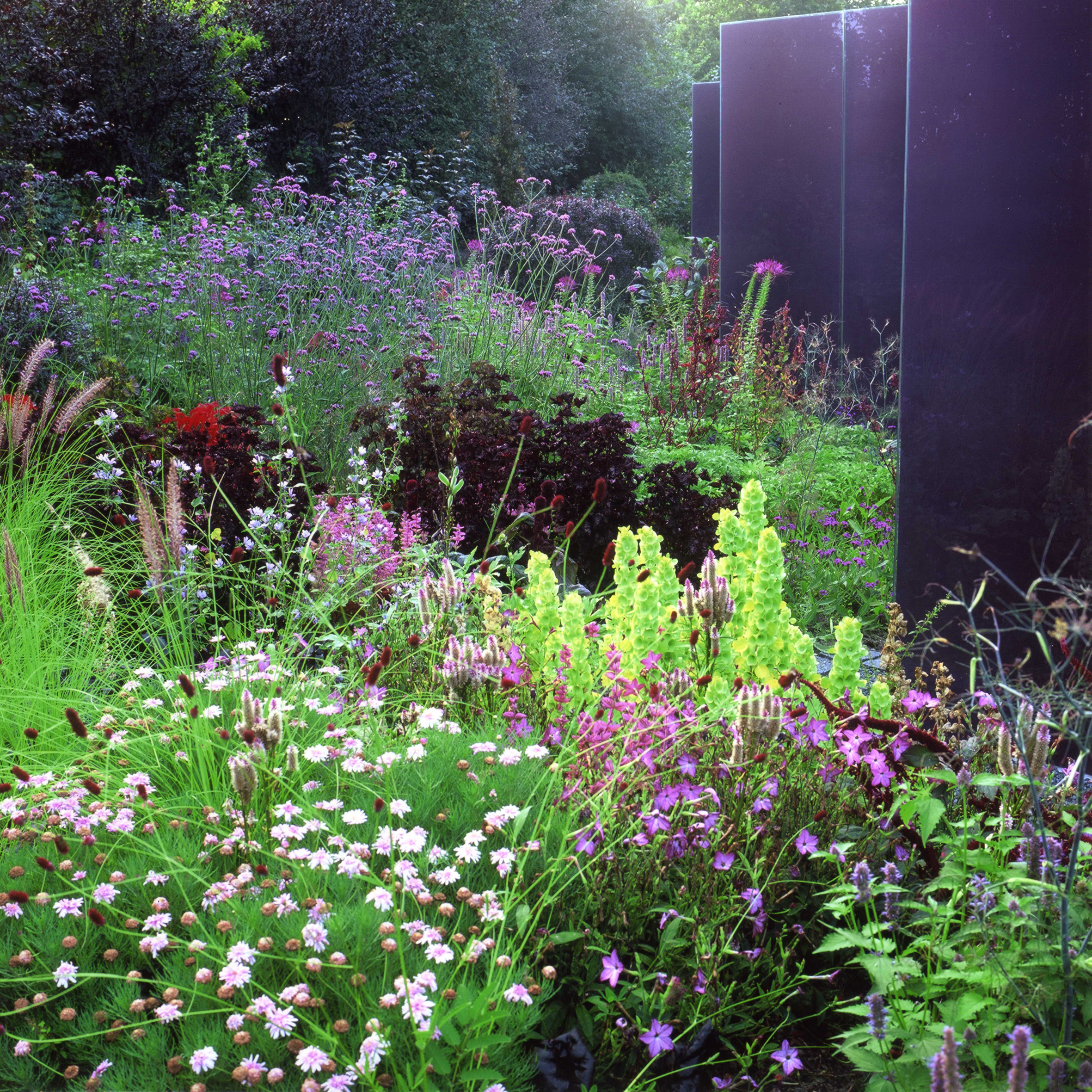
Purpurne Impressionen
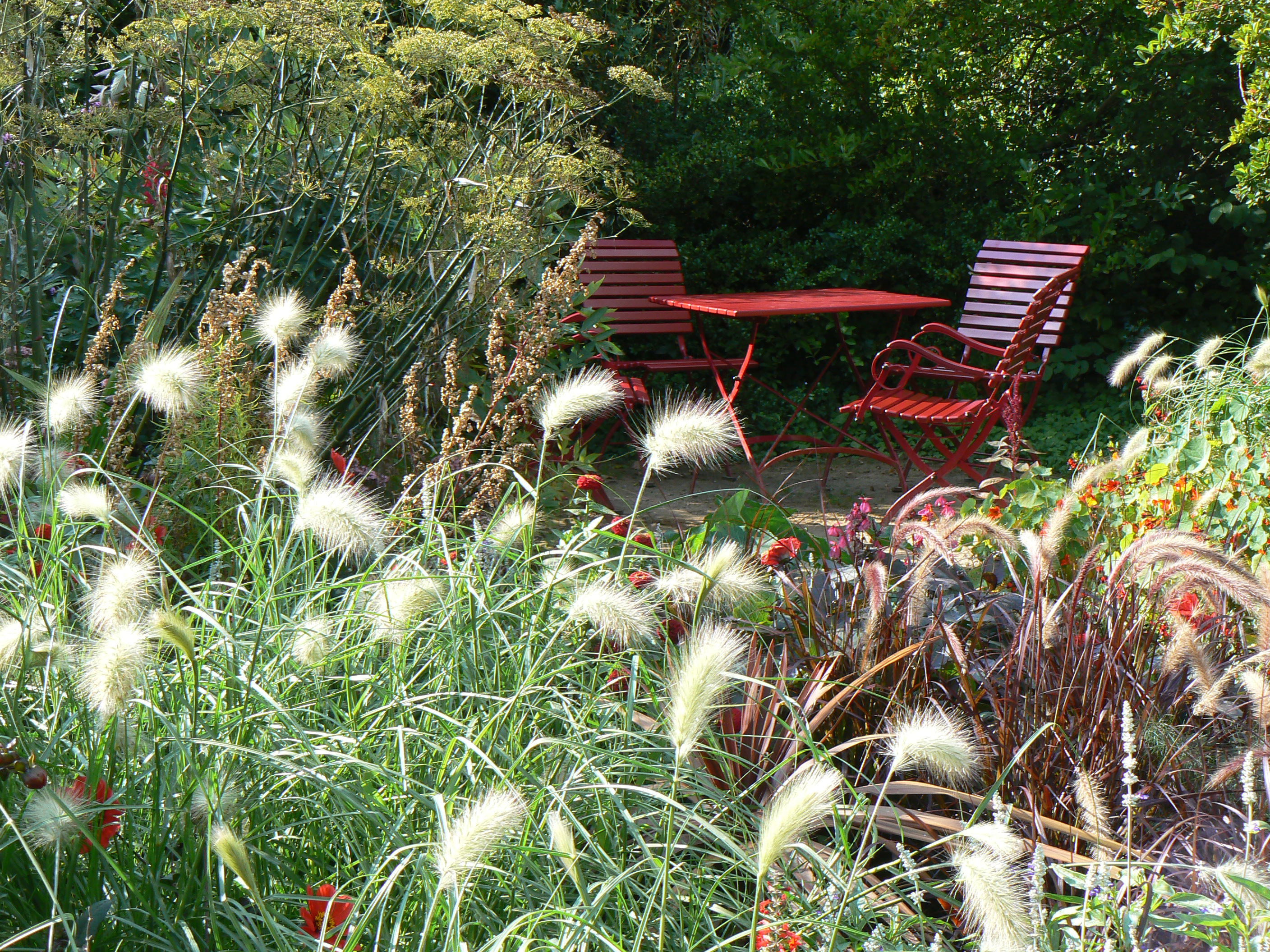
Im Roten Garten
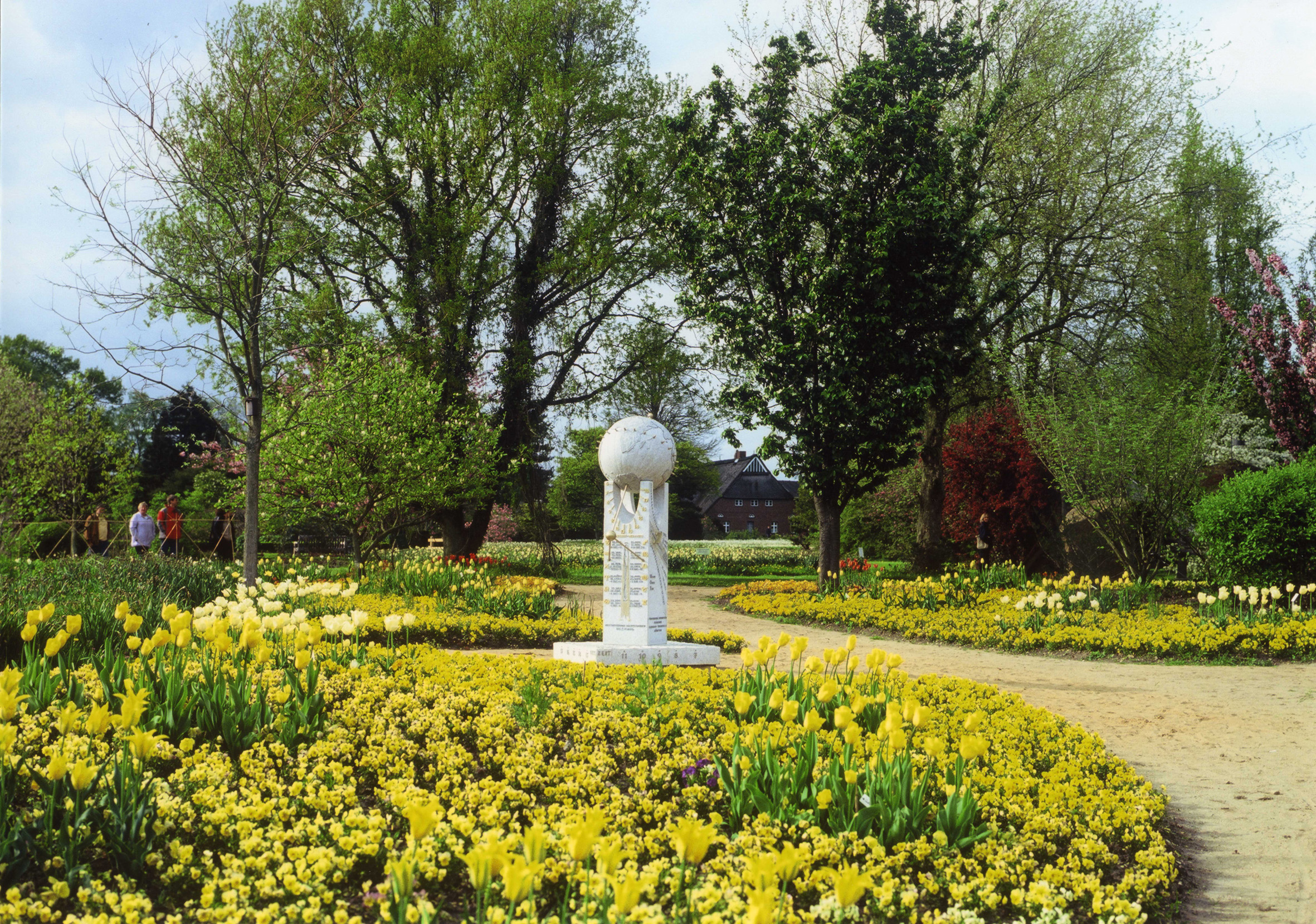
Gelber Garten mit Sonnenuhr

### Bauerngarten und Gartenkunst
Als wichtige Aufgabe sehen die Betreiber der Gartenschau die Erhaltung alten bäuerlichen Kulturgutes. So wurde im Laufe von rund zehn Jahren vor dem Südgiebel des historischen Münsterhofes ein vielgestaltiger Bauerngarten geschaffen, in dem alte Kulturformen von Zier- und Nutzpflanzen bewahrt werden.

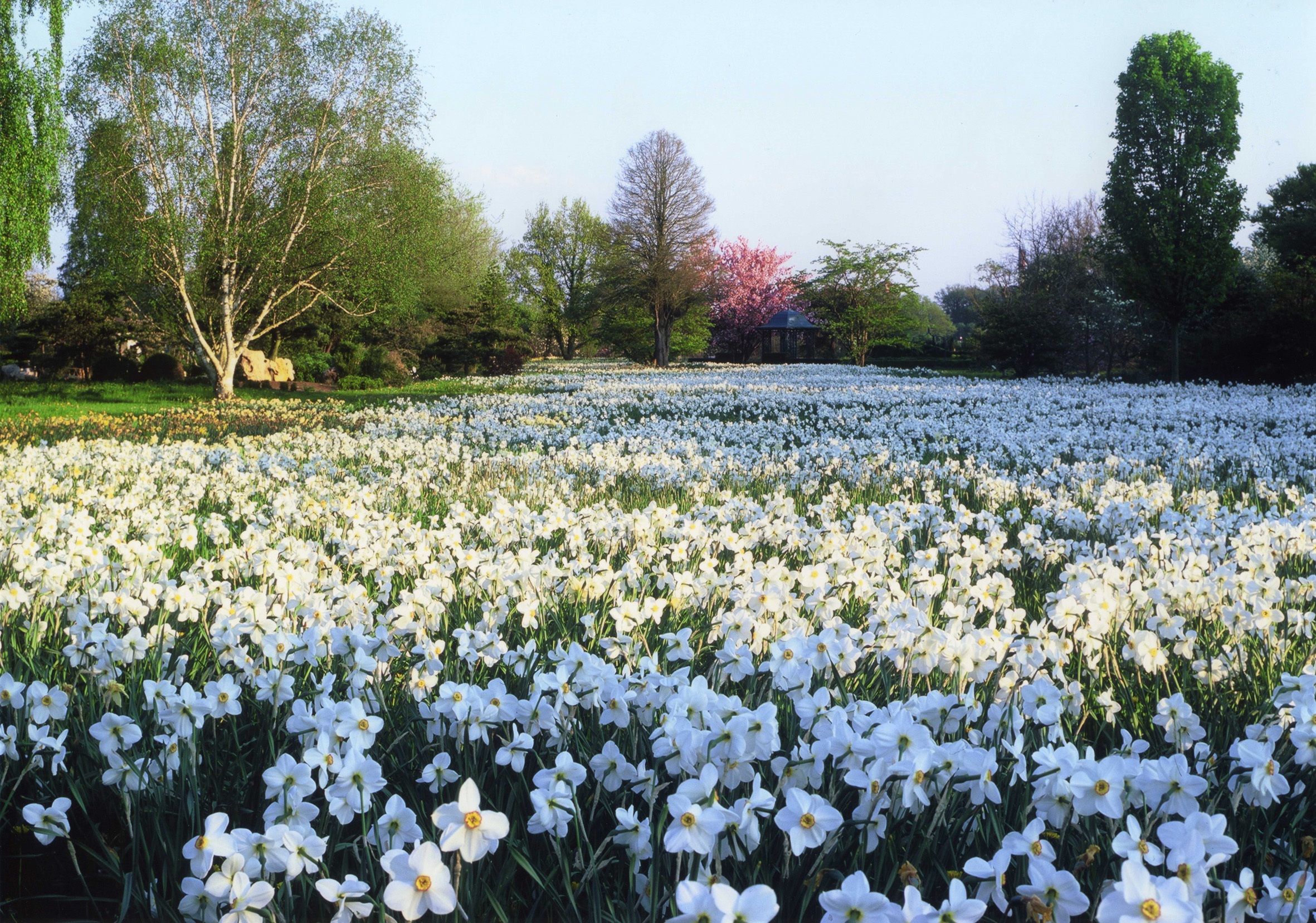
Wiese mit Dichter-Narzissen

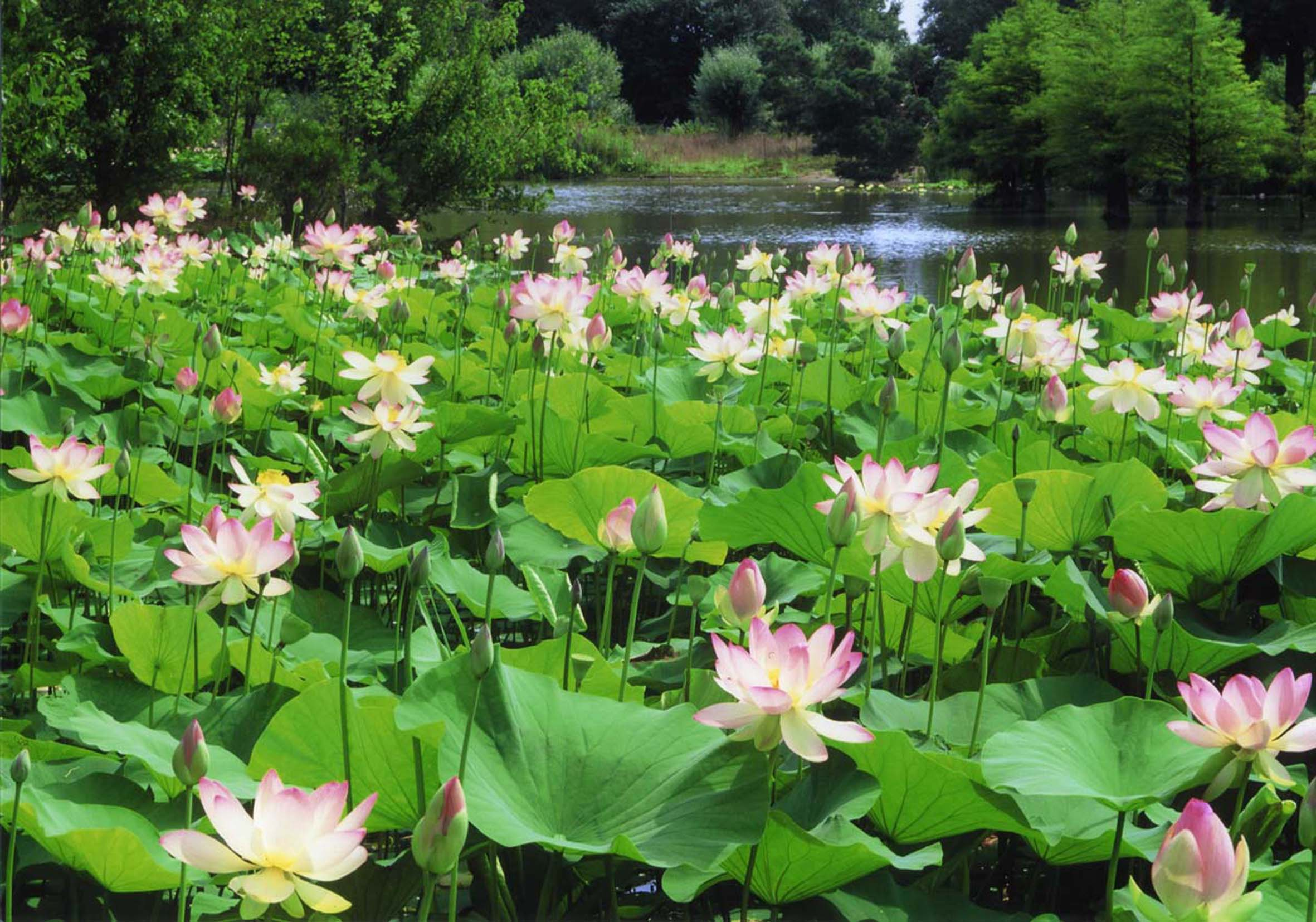
Lotosblüte im Arboretum-See

Daneben ist in den letzten Jahren besonderer Wert auf die Anlage von Farbpflanzungen und Farbgärten gelegt worden. So gibt es einen Weißen Garten, eine Blaue und eine Rote Rabatte, den Sonnenweg, den Garten der purpurnen Impressionen und eine Rabatte in romantischen Farben (lilarosa).
Eine besondere Spezialität des Gartenschau sind sowohl die Blumenzwiebelverwilderungen im Gehölzrandbereich als auch die etwa einen Hektar große Wiese mit tausenden von duftenden Dichternarzissen.
Besonders bewundert wird auch eine hochstämmig gezogene Allee aus Glyzinien, der sogenannte Blauregentunnel, der im Frühling seine blaue Blütenpracht entfaltet.
Ferner gibt es einen Duft- und Tastgarten für Sehbehinderte und Blinde, der aber auch von Sehenden gerne aufgesucht wird, einen Chinesischen Garten mit Mondtor und Mondgesteinssetzungen sowie einen Garten des Südens mit mediterranen Gehölzen und Kulturpflanzen.
Am Südufer des Gartenschau-Sees blühen im Juli und August Tausende von Lotosblumen. Hier können Gäste des Parkes nicht nur die tropische Blumenschönheit bewundern, sondern auch das Phänomen der „Mikrorauhigkeit“ der Lotosblumenblätter (Lotoseffekt) direkt am Objekt erleben.
Die Park- und Gartenanlage in Ellerhoop-Thiensen will verdeutlichen, dass sich Schulgartenthemen, Gehölzsichtung, Naherholung, botanisch-dendrologische Wissenschaft und Ökologie einerseits und Gartenschönheit andererseits nicht ausschließen. Die Anlage zählt weit über 100.000 Besucher im Jahr.

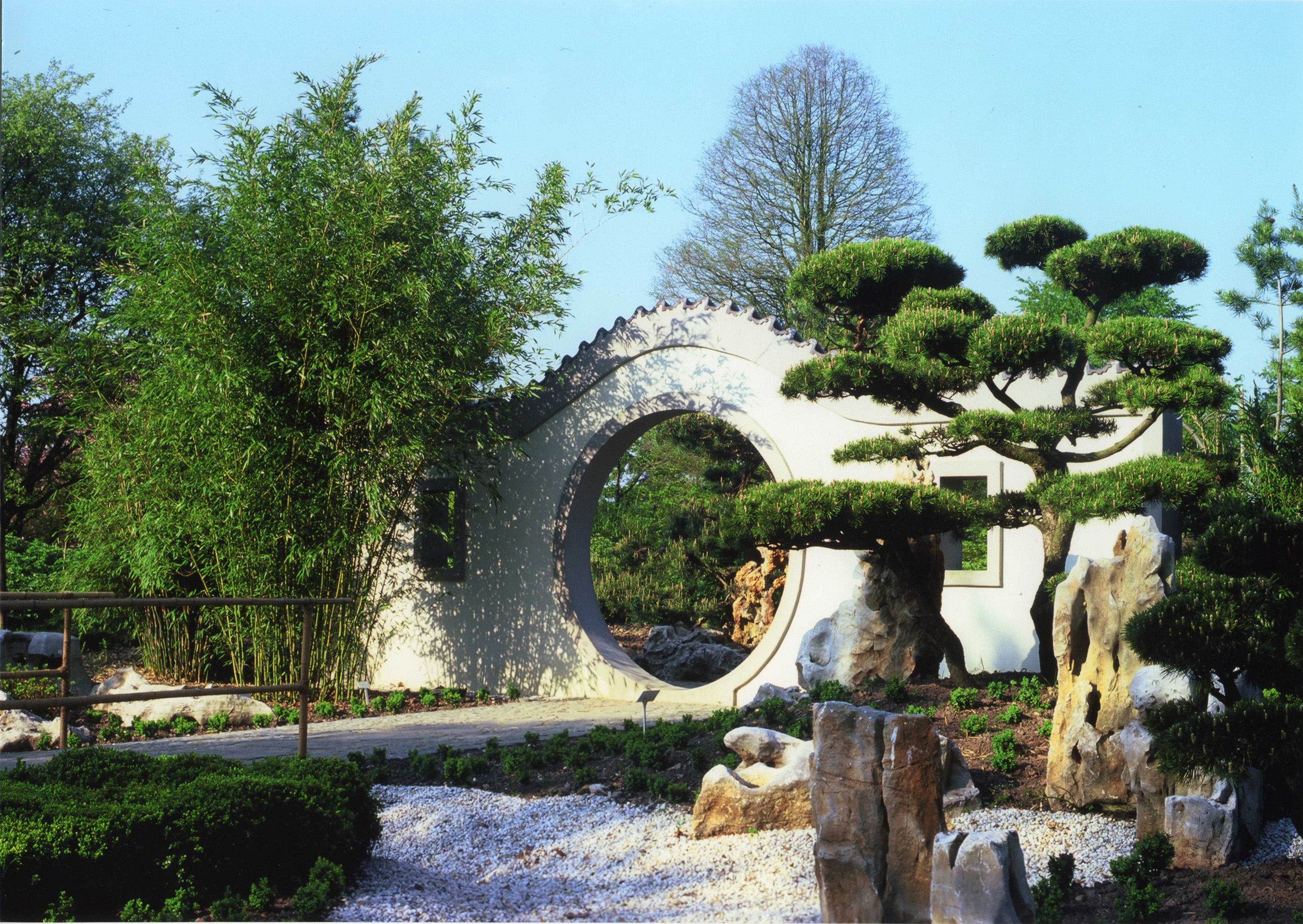
Mondtor im Chinesischen Garten
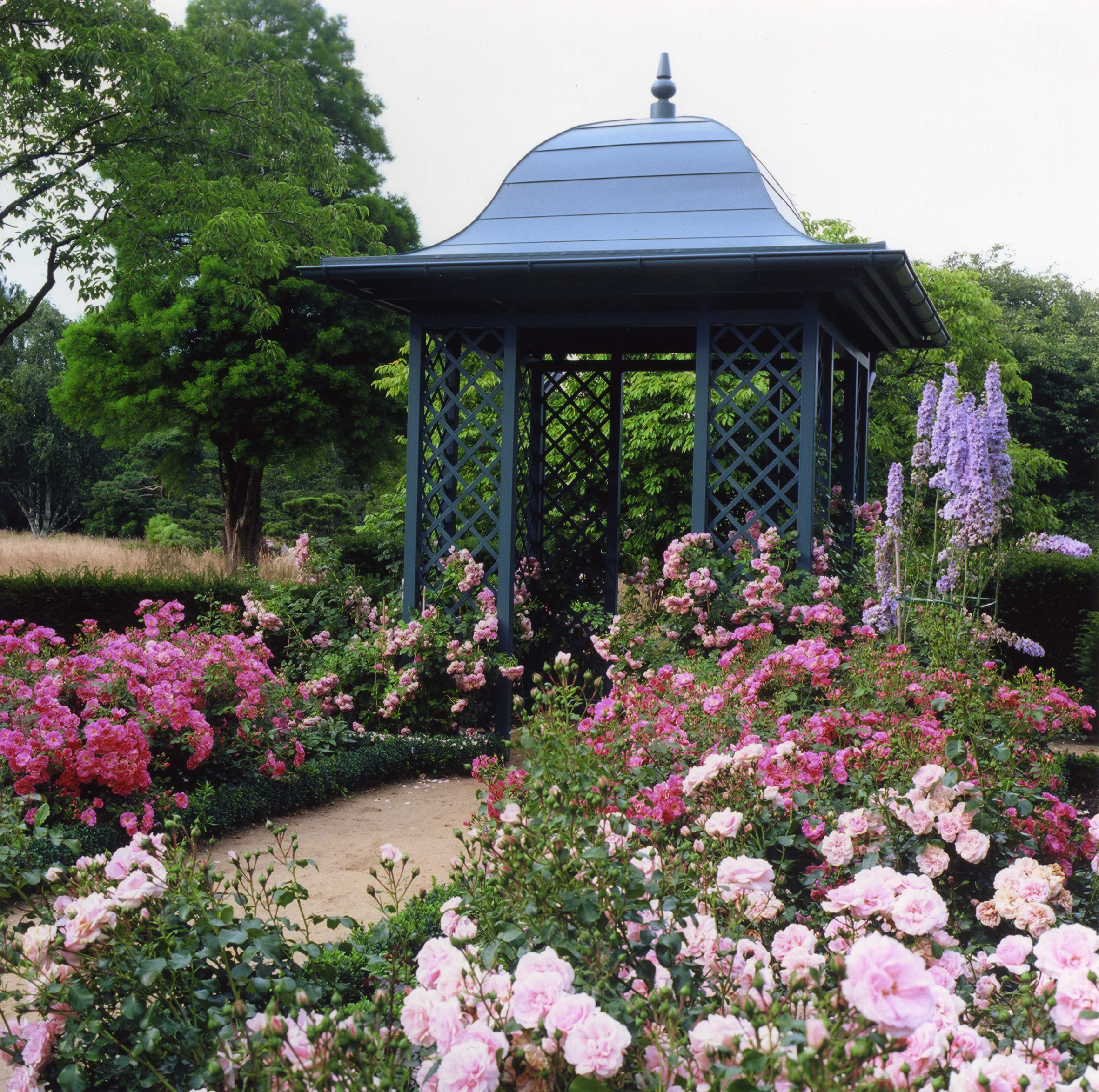
Der Rosengarten
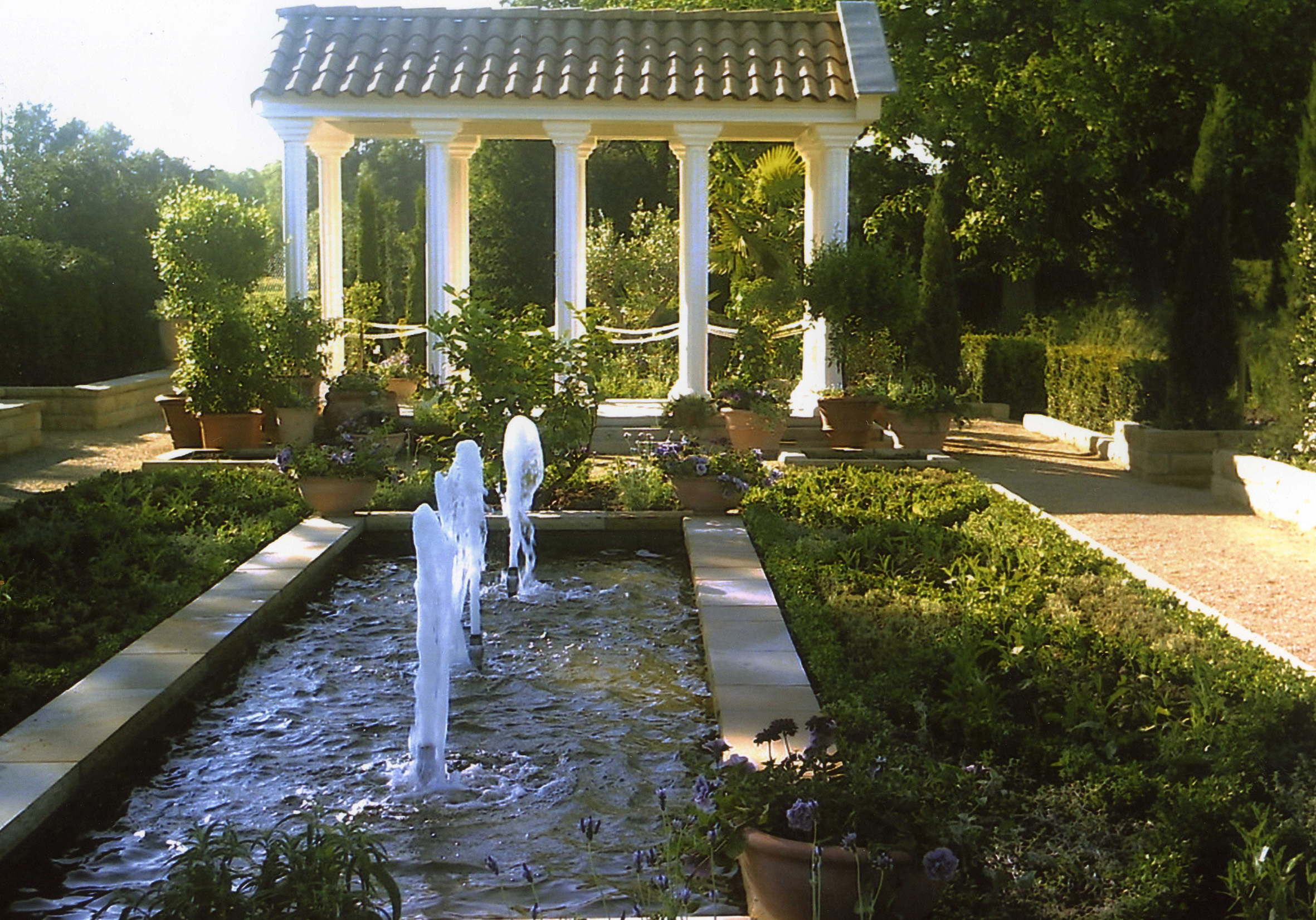
Italienischer Garten
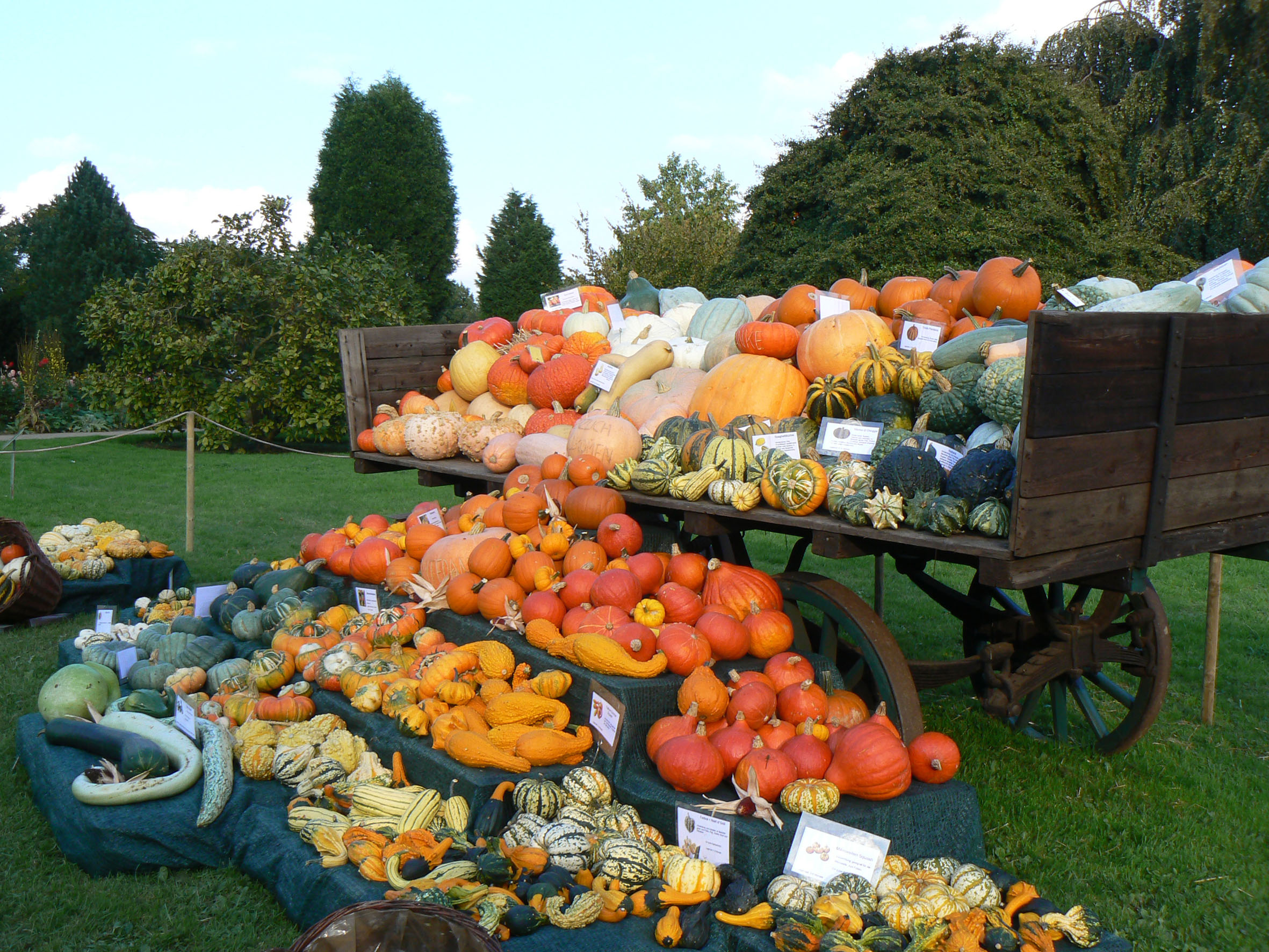
Herbstliche Ausstellung verschiedener Kürbis-Arten

## Verkehrsanbindung, Öffnungszeiten
Die Norddeutsche Gartenschau – Arboretum Ellerhoop ist eingebunden in das Radwegenetz des Kreises Pinneberg und gut zu erreichen über den Radweg Nr. 1 des Radwegwandernetzes Schleswig-Holsteins.
Mit dem Auto fährt man von der A23, Abfahrt Tornesch, Richtung Barmstedt-Ellerhoop und folgt dann der Ausschilderung.
Zudem ist die Norddeutsche Gartenschau von der S-Bahn-Station in Pinneberg kommend mit der Linie 185 des HVV erreichbar.

## Referenzen
- Reiseführer Schenks Schlösser & Gärten
- Gartenrouten Schleswig-Holstein

Koordinaten: 53° 43′ 2,2″ N, 9° 46′ 35,1″ O